# Napili-Honokowai
Napili-Honokowai é uma Região censo-designada localizada no estado americano de Havaí, no Condado de Maui.

## Demografia
Segundo o censo americano de 2000, a sua população era de 6788 habitantes.

## Geografia
De acordo com o United States Census Bureau tem uma área de
17,2 km², dos quais 15,2 km² cobertos por terra e 2,0 km² cobertos por água.

## Localidades na vizinhança
O diagrama seguinte representa as localidades num raio de 24 km ao redor de Napili-Honokowai.